# Domanico
Domanico è un comune italiano di 919 abitanti della provincia di Cosenza in Calabria.

## Geografia fisica

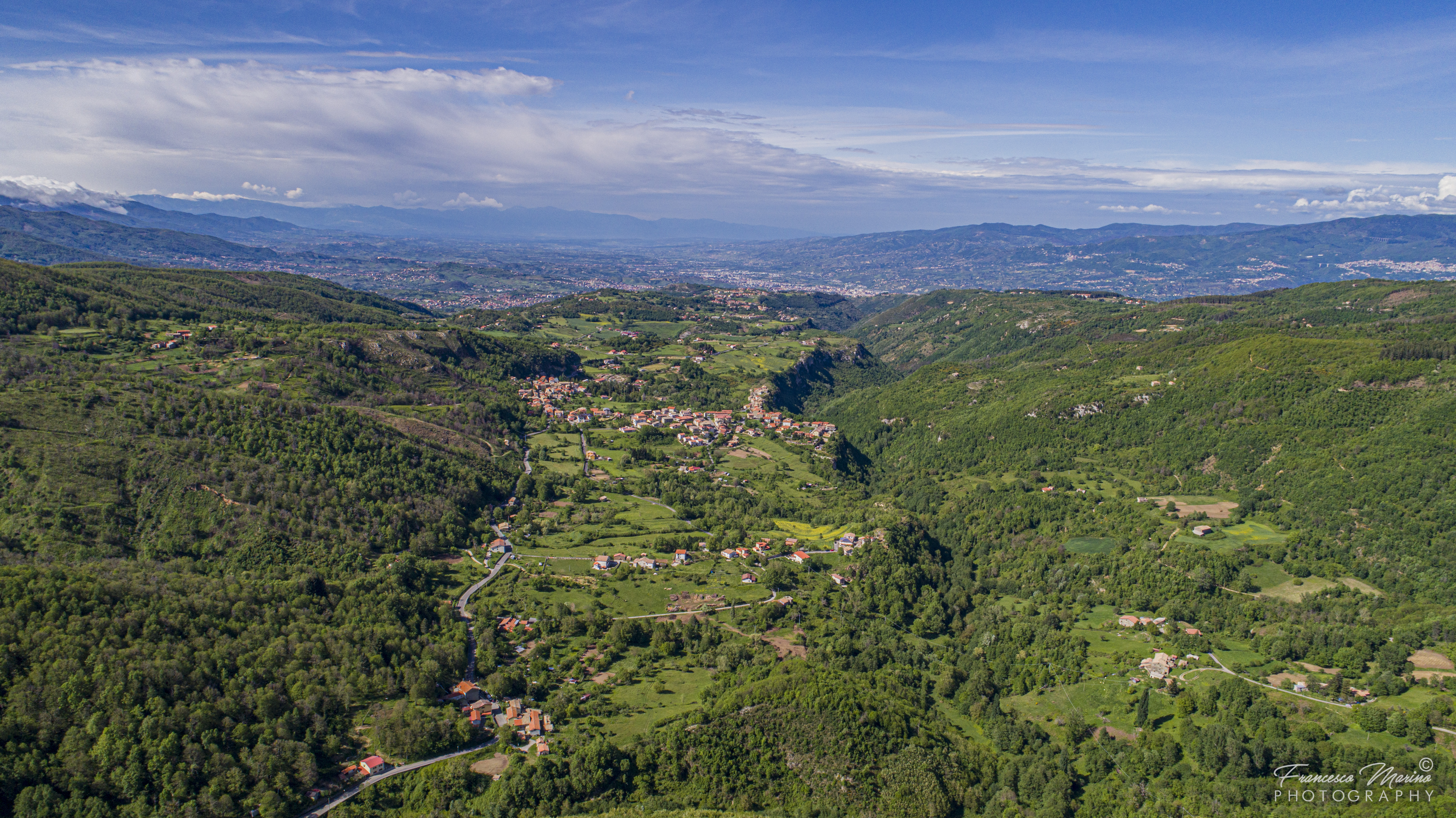
Panorama di Domanico

Il paese, centro dell'alta valle del Busento, affluente di sinistra del Crati, situato sul versante interno della Catena Paolana, alle falde del Monte Cocuzzo (1.541 m), sorge a 730 metri sul livello del mare (l'altitudine è riferita al piazzale antistante alla chiesa-parrocchiale di San Giovanni Battista). L’abitato si allunga sul crinale di un dosso alla sinistra del fiume, ai lati della strada che collega Cosenza ad Amantea. Il territorio comunale si dispone su un profilo altimetrico compreso tra 499 e 1294 metri sul livello del mare.

## Storia
Di incerta origine, il borgo fino al 1445 appartenne all'arcivescovo di Cosenza. Compreso nella Contea di Rende appartenne agli Adorno (1445-1532) e successivamente ai de Alarcón y Mendoza, marchesi della Valle Siciliana (1532-1806) che lo tennero fino all'eversione della feudalità. Fu danneggiato dal terremoto del 1905.

### Simboli
(Descrizione araldica dello stemma)
(Descrizione araldica del gonfalone)
Lo stemma di Domanico è stato estratto dall'Archivio di Stato di Napoli, come bozzetto autenticato dal Direttore dell'Istituto stesso con relativa nota esplicativa sulla dicitura posta sul sigillo di detto Comune esistente nel Fondo Voci di Vettovaglie, dicembre 1728, fascio 58, fascicolo 14, pagina 29.
Lo stemma e il gonfalone sono stati concessi con decreto del presidente della Repubblica n. 1533 del 18 maggio 1976.

## Monumenti e luoghi d'interesse
- Chiesa di San Giovanni Battista: La chiesa parrocchiale, tardo settecentesca, ha le navate decorate da stucchi ottocenteschi. In via San Marco è una balconata di ferro del secolo XVIII. La parrocchia fu intitolata dapprima a san Quirdeo fu poi detta di San Giovanni Battista, patrono del comune festeggiato il 24 giugno.
- Chiesa della Madonna del Carmine: precedentemente legata a un convento soppresso nel   1642.[6]
- Chiesa di Santa Maria: In contrada Motta
- Chiesa dell’Immacolata Concezione o di San Francesco di Paola

Nel paese sono ancora visibili alcuni resti della cosiddetta "Motta di Domanico", una fortezza probabilmente risalente al XIII secolo.

## Società

### Evoluzione demografica
Abitanti censiti

## Geografia antropica
Il comune conta le frazioni di Capirossi, Motta, Potame e Storticati.
- Capirossi (740 m s.l.m.) sorge a circa 1 km a sud di Domanico, lungo una strada comunale adiacente alla Strada Statale 278
- Motta (730 m s.l.m.) sorge su una rupe ad est di Domanico, con cui è urbanisticamente contigua. Si tratta di un piccolo borgo medievale in cui, fra le architetture più notevoli, si trovano la chiesa della Madonna delle Grazie (XVII secolo), la chiesa della Madonna del Carmelo, ed il castello.[9]
- Potame (1019 m s.l.m.) è la maggiore frazione e sorge a sud del territorio comunale, lungo la Strada Statale 278, a 6,7 km da Domanico e ad 8 km da Lago.
- Storticati (742 m s.l.m.) sorge ad 1,2 km a sud di Domanico, lungo la Strada Statale 278.

## Economia
L'economia è basata sull'agricoltura, con produzioni di cereali e patate. Notevoli anche la pastorizia e la silvicoltura, con produzione di legname e castagne.
Il turismo ha trovato un avvio nella frazione Potame ove nel 1962 è sorto un villaggio residenziale con impianti ricettivi e di svago.
La mancanza di altre attività ha determinato un forte movimento di emigrazione stagionale e permanente verso l'Italia settentrionale ed i paesi dell'Europa Occidentale.

## Infrastrutture e trasporti
Raggiunto il paese, proseguendo in direzione sud per 7 km sulla Strada Statale 278 di Potame (SS278), si raggiunge, a 1019 metri d'altitudine, la frazione di Potame, che sorge in posizione amena in quanto circondata da una folta pineta. Potame dista 22 km dal centro urbano di Cosenza e 20 km da Amantea.

## Amministrazione
Di seguito è presentata una tabella relativa alle amministrazioni che si sono succedute in questo comune.
| Periodo        | Periodo        | Primo cittadino          | Partito                            | Carica  | Note |
| -------------- | -------------- | ------------------------ | ---------------------------------- | ------- | ---- |
| 6 giugno 1985  | 28 maggio 1990 | Saverio Fiorino          | Partito Comunista Italiano         | Sindaco |      |
| 28 maggio 1990 | 24 aprile 1995 | Paolo Fiorino            | Partito Comunista Italiano         | Sindaco |      |
| 24 aprile 1995 | 14 giugno 1999 | Paolo Fiorino            | Partito Democratico della Sinistra | Sindaco |      |
| 14 giugno 1999 | 7 giugno 2009  | Antonio Armieri          | Partito Democratico della Sinistra | Sindaco |      |
| 8 giugno 1999  | 26 maggio 2014 | Luciano Ciardullo        | Partito Democratico                | Sindaco |      |
| 26 maggio 2014 | 25 maggio 2019 | Gianfranco Segreti Bruno | civica                             | Sindaco |      |
| 26 maggio 2019 | in carica      | Gianfranco Segreti Bruno |                                    | Sindaco |      |